# Поповка (Конотопский район)
Поповка (укр. Попівка) — село, Поповский сельский совет, Конотопский район, Сумская область, Украина.
Является административным центром Поповского сельского совета, в который, кроме того, входят сёла Селище и Тулушка.

## Географическое положение
Село Поповка располагается на берегах реки Куколка. Выше по течению в 2,5 километрах на север находится село Шаповаловка, ниже по течению примыкает село Вировка. В 150 метрах на восток находится город Конотоп — центр Конотопского района, в 115 километрах на юго-восток располагается город Сумы — центр Сумской области.

## Население
| 1859 | 1885 | 1924 | 1973 | 2001 |
| ---- | ---- | ---- | ---- | ---- |
| 4358 | 5456 | 7724 | 6194 | 4345 |

## История
Севернее Поповки археологами обнаружено поселение черняховской культуры.
Село Поповка основано в первой половине XVII века.
В 1711 году село входило в Конотопскую сотню.
В 1765 году — в Поповскую сотню Нежинского полка.
В 1805 году часть жителей переселилась в Поповскую волость Мелитопольского уезда Таврической губернии, основав село Поповка.
В 1859 году село входило в Конотопский уезд Черниговской губернии, было две православных церкви и винокуренный завод.
В 1874 году село входило в Конотопский уезд. Было два храма — Преображенский и Троицкий, освященный в 1838 году.
В 1885 году село входило в Краснянскую волость Конотопского уезда Черниговской губернии, было две православные церкви, школа, постоялый двор, три питейных дома, лавка, ветряная мельница, кирпичный и винокуренный заводы.
В 1905 году жители Поповки поддержали забастовку рабочих Конотопа. 16 декабря начались беспорядки, подавленные в середине февраля 1906 года.
В ноябре 1917 года в селе установлена Советская власть. В феврале 1920 года создана партийная ячейка, в 1922 году — комсомольская.
В 1922 году в Поповке созданы товарищества по совместной обработке земли. В 1924 году — сельхозартель «Гарматник», объединявшая 27 хозяйств.
В 1923—1930 годах село входило в Поповский сельсовет Конотопского округа Конотопского района.
В первые дни Великой Отечественной войны на фронт ушло 2000 человек. За время нацистской оккупации был расстрелян 31 человек. 1103 жителя села погибли в борьбе с гитлеровцами, 1240 человек награждены орденами и медалями. В центре села сооружен памятник воинам, погибшим при освобождении Поповки.
В 1973 году в селе располагались — начальная, средняя и восьмилетняя школы на 800 учеников, два клуба, две библиотеки, амбулатория, больница на 50 мест, спиртовой комбинат, колхозы «Поповский» и «Конотопский» овощного и мясо-молочного направления.

## Известные уроженцы
- Гуденко Михаил Александрович (1914—1940) — Герой Советского Союза, лейтенант, участник польского похода РККА и советско-финской войны[5].
- Коварский Анатолий Ефимович (1904—1974) — советский селекционер, агроном, генетик, ботаник, доктор сельскохозяйственных наук, профессор, академик Академии наук Молдавской ССР, заслуженный деятель науки и техники МССР.
- Леонтович Фёдор Иванович (1833—1910) — российский юрист, доктор права, ординарный профессор, декан юридического факультета и ректор Императорского Новороссийского университета.
- Пастушенко Николай Васильевич (1945—1992) — журналист Минздрава Украинской ССР.

## Транспорт

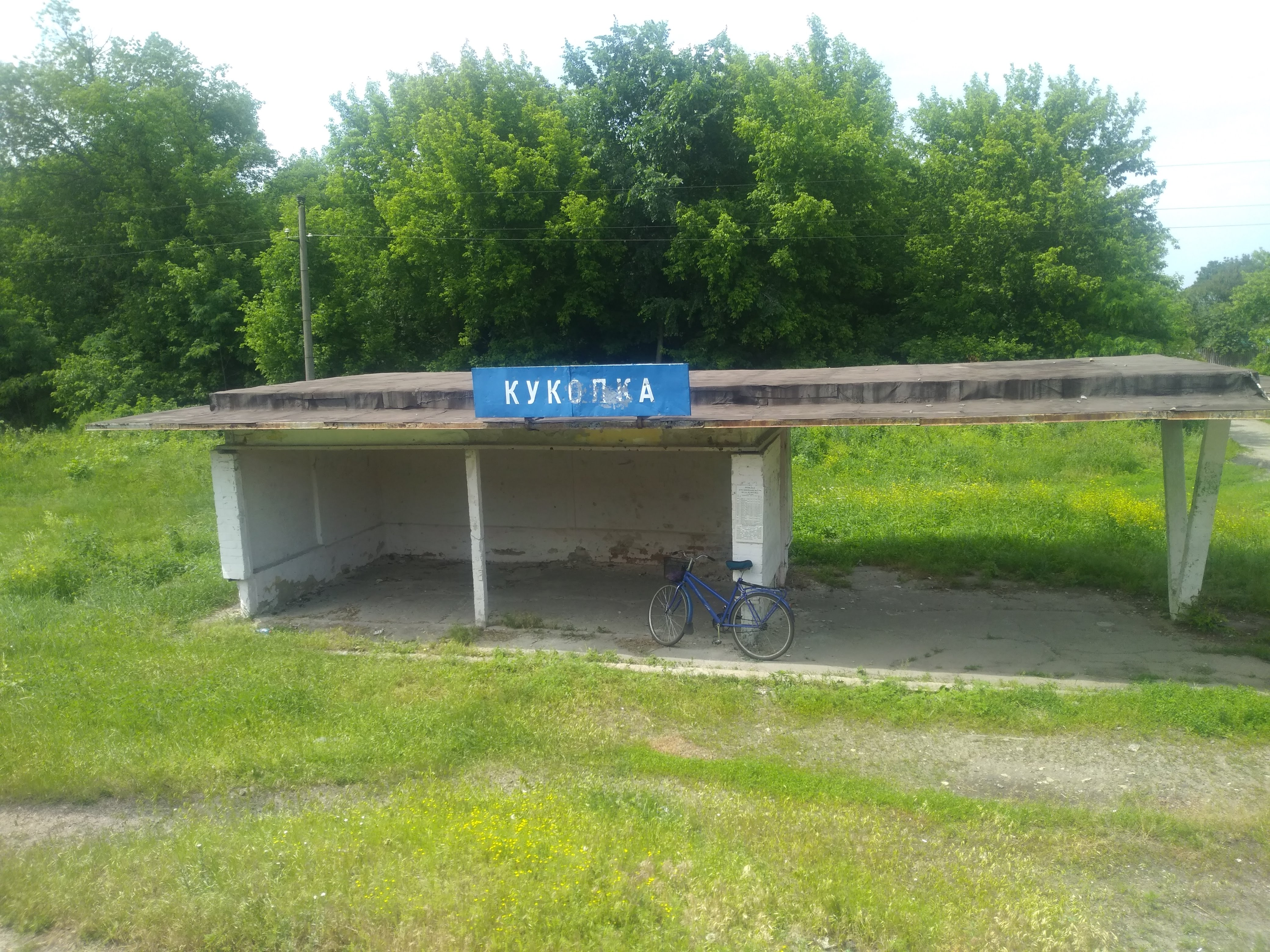
Павильон платформы Куколка

Через село проходит автомобильная дорога Т-2504, по северной окраине — P-61. На южной границе села расположена платформа Куколка железнодорожной линии Конотоп — Бахмач-Пассажирский.

## Экономика
- 2 Молочно-товарные фермы.
- ООО Агрофирма «Конотопская».
- ЧСП «Райлизинг».
- Поповский экспериментальный завод. В сентябре 2003 года было возбуждено дело о его банкротстве[11].

## Объекты социальной сферы
- Школы І—II и І—III ступеней
- Районный дом культуры
- Фельдшерско-акушерский пункт
- Почтовое отделение